# Rohnke Crests
Rohnke Crests är en bergstopp i Antarktis. Den ligger i Östantarktis. Nya Zeeland gör anspråk på området. Toppen på Rohnke Crests är 1 400 meter över havet.
Terrängen runt Rohnke Crests är bergig norrut, men söderut är den kuperad. Trakten är obefolkad. Det finns inga samhällen i närheten. 